# 高道鯛釣
高道 鯛釣（たかみち の たいつり、生没年不詳）は、平安時代初期の貴族。氏姓は玉作（無姓）のち高道連、高道宿禰。官位は正五位下・摂津守。

## 出自
玉作（玉造）氏は前漢の劉邦の子である劉肥の子孫を称する漢系渡来氏族。玉作の呼称はかつて玉類の製造を職掌とした玉作部に由来する。

## 経歴
嵯峨朝の弘仁2年（811年）玉作（無姓）から高道連に改姓し、弘仁6年（815年）鯛釣を含む一族5人が河内国から左京に移貫される。弘仁7年（816年）従七位下から八階昇進して外従五位下に昇叙され、弘仁10年（819年）には内位の従五位下に叙せられた。
淳和朝では昇進がなかったが、仁明朝に入ると天長10年（833年）従五位上に昇叙された。またこの間に連姓から宿禰姓に改姓している。承和6年（839年）正五位下・摂津守に叙任された。

## 官歴
『六国史』による。
- 時期不詳：従八位上
- 弘仁2年（811年） 正月13日：玉作（無姓）から高道連に改姓
- 時期不詳：従七位下
- 弘仁6年（815年） 7月3日：河内国から左京に移貫
- 弘仁7年（816年） 正月7日：外従五位下
- 弘仁10年（819年） 正月7日：従五位下（内位）
- 時期不詳：連から宿禰に改姓
- 天長10年（833年） 11月18日：従五位上
- 承和6年（839年） 正月7日：正五位下。正月11日：摂津守